# 삔더야

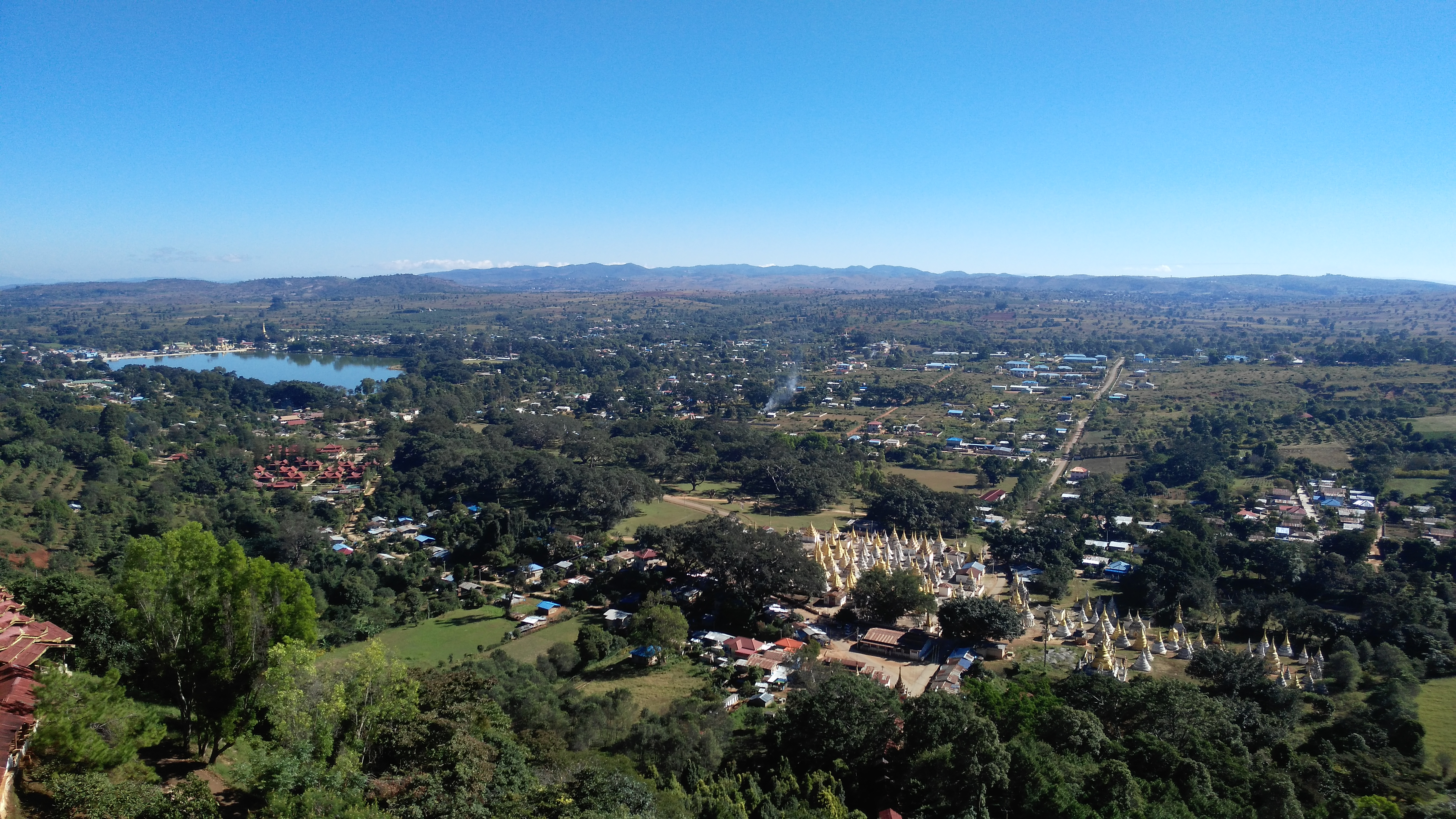
삔더야

삔더야(버마어: ပင်းတယ 삔더야)는 미얀마 샨주의 마을이다. 삔더야는 1,500km가 넘는 고지대에 위치한 마을이다. 마을 주변으로는 소수 부족들이 전통 공예품으로 우산이나 종이 같은 것을 판다.